# Kreis Puka
Der Kreis Puka (albanisch: Rrethi i Pukës) war einer der 36 Verwaltungskreise Albaniens, die im Sommer 2015 nach einer Verwaltungsreform aufgehoben worden sind. Der Kreis mit einer Fläche von 1034 Quadratkilometern gehörte zum Qark Shkodra. Er hatte 18.474 Einwohner (Volkszählung 2011). Lokalbehörden geben hingegen eine Zahl von ca. 34.000 Einwohnern an. Benannt wurde der Kreis nach dem Hauptort Puka.

## Geographie

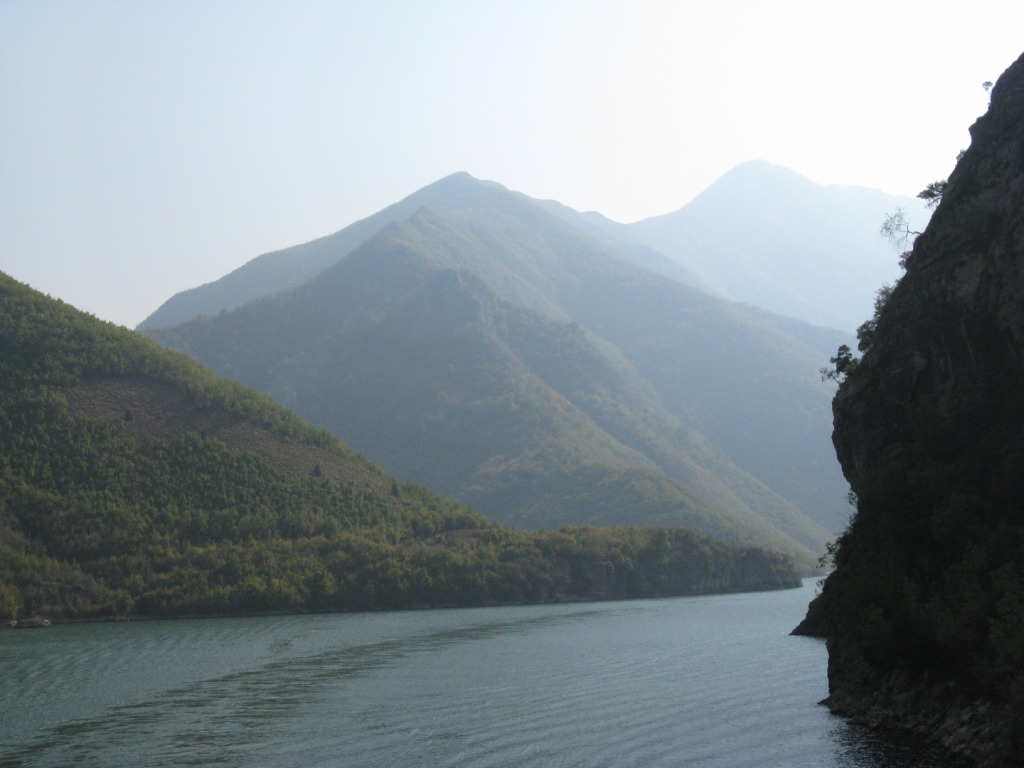
Koman-Stausee und Berge im Gebiet von Berisha an der nördlichen Grenze des Kreises

Der Kreis Puka umfasste eine Region im Norden Albaniens im Gebirge. Der höchste Punkt erreicht beinahe 2000 Meter. Die Landschaft ist sehr zerklüftet. Der Winter bringt viel Schnee mit sich, der zum Teil die wichtigen Straßen blockiert und abgelegene Dörfer oft für lange Zeit von der Außenwelt abschneidet.
Im Norden liegen die beiden Stauseen Vau-Deja-See und Koman-See. Sie stauen den Drin, Albaniens längsten Fluss.

## Bevölkerung
Die Bevölkerung ist ländlich geprägt. Nicht einmal der Hauptort Puka hat 5000 Einwohner. Wie alle albanischen Bergregionen ist auch Puka sehr arm. Von einziger größerer wirtschaftlicher Bedeutung ist die Holzindustrie. Daneben gibt es noch Bergbau, der zwischendurch aber praktisch eingestellt war. Die Arbeitslosigkeit ist im Landesvergleich überdurchschnittlich. Viele Menschen wandern in die urbanen Zentren Albaniens ab, so dass die Bevölkerungszahl stark rückläufig ist. Die Bewohner zählen sich großteils zu den Katholiken. Lediglich ein Drittel sind muslimisch.

## Verkehr

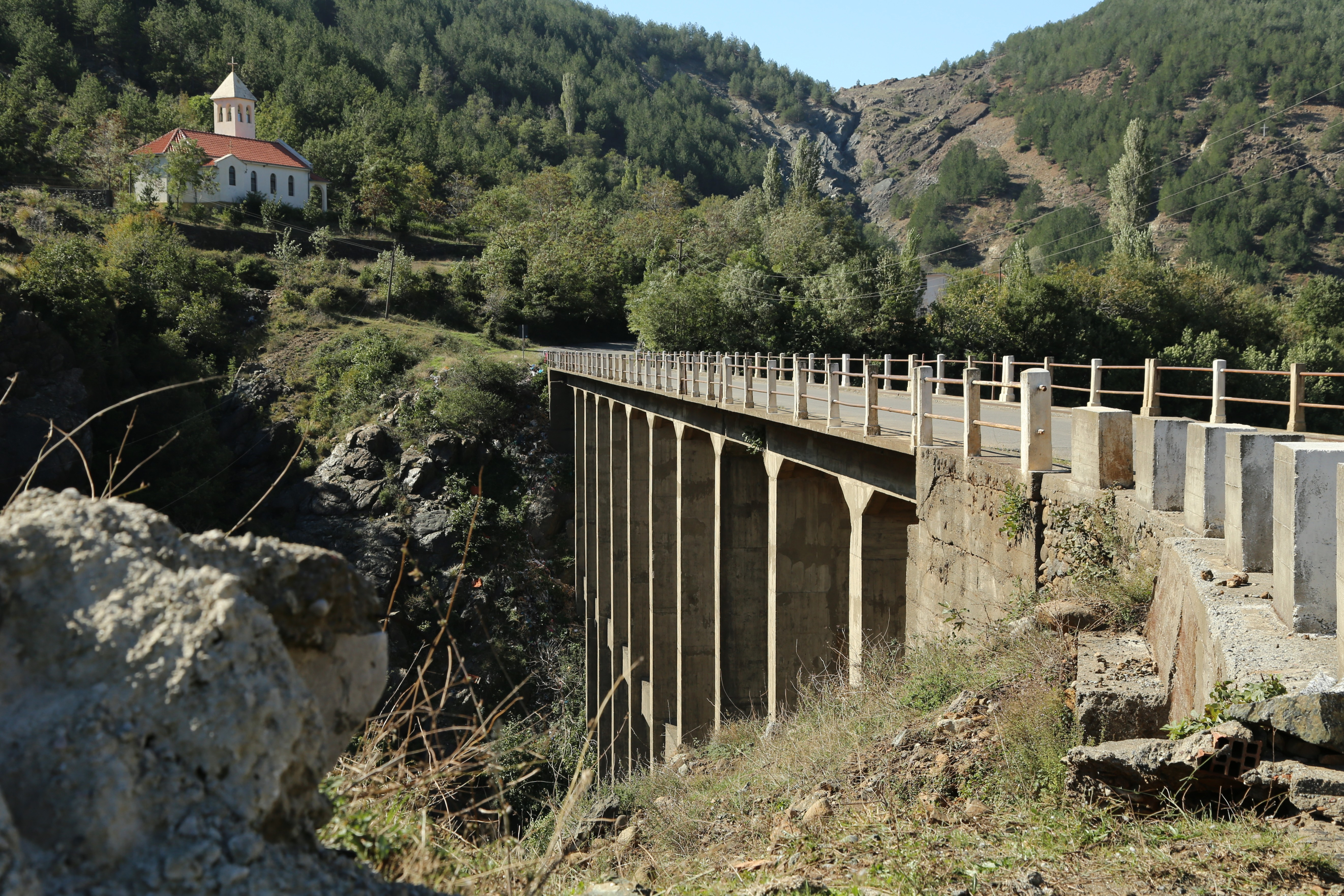
Brücke über die Gomsiqa westlich von Puka

Das Gebiet ist nach Westen und Süden durch alte Haupttrassen, die SH5 und die SH30, mit Zentralalbanien verbunden. Sie führen weiter nach Osten über die Qafa e Malit nach Kukës und zum Kosovo sowie nach Norden nach Tropoja. Früher waren diese Straßen von Shkodra und aus der Mirdita die einzigen Verbindungen in den Nordosten Albaniens und zur kosovarischen Grenze. Heute umfährt der Durchgangsverkehr nach Kukës die Region südöstlich auf der neuen Autobahn Milot-Kukës.

## Gemeinden
Das Gebiet des ehemaligen Kreises gehört heute zu den Gemeinden (Bashkia) Puka und Fushë-Arrëz.
| Name        | Einwohner (2011) | Gemeindeart | Gehört heute zu |
| ----------- | ---------------- | ----------- | --------------- |
| Puka        | 3.607            | Bashkia     | Puka            |
| Fushë-Arrëz | 2.513            | Bashkia     | Fushë-Arrëz     |
| Blerim      | 913              | Komuna      | Fushë-Arrëz     |
| Fierza      | 1.302            | Komuna      | Fushë-Arrëz     |
| Gjegjan     | 2.846            | Komuna      | Puka            |
| Iballa      | 1.129            | Komuna      | Fushë-Arrëz     |
| Qafë Mal    | 1.548            | Komuna      | Fushë-Arrëz     |
| Qelëz       | 1.761            | Komuna      | Puka            |
| Qerret      | 1.498            | Komuna      | Puka            |
| Rrapa       | 1.357            | Komuna      | Puka            |